# 케이티 프라이스
케이티 프라이스(영어: Katie Price, 1978년 5월 22일 ~ )는 잉글랜드의 텔레비전 유명인사, 글래머 모델, 가수, 작가이다. 조던(Jordan)이라는 예명으로 활동했다.

## 음반 목록
- A Whole New World (2006; 피터 앤드리와 함께)